# ياما كان وكان (مسلسل)
ياما كان وكان، مسلسل تلفزيوني كويتي، أنتج وعرض في عام 2021. كتبه يوسف المانع وأخرجه عبدالله العراك. يتناول المسلسل في حلقات متصلة منفصلة، قصص مختلفة عن جحا ونوادره، وكذلك مغامراته مع أصدقائه، ووقوعه في العديد من المشاكل.

## البطولة
- عبدالناصر درويش
- احمد العونان
- مبارك المانع
- سلطان الفرج
- خالد المظفر
- عبدالله الرميان
- محمد عاشور
- إيمان جمال
- يوسف الحشاش
- سامي مهاوش
- شملان المجيبل
- مي التميمي
- زمن عبدالله
- امير مطر
- احمد المظفر
- عبدالله البلوشي
- هبة عادل
- عبدالرحمن العقل
- ميس كمر
- عبدالعزيز النصار
- عبد القدوس إسماعيل
- فاطمة الناصر
- مي حسني